# Felipe Calderón

Felipe de Jesús Calderón Hinojosa (Morelia, Michoacán, 16. kolovoza 1962.), meksički političar i državnik, predsjednika Republike od 1. prosinca 2006. do
30. studenog 2012. godine.

## Životopis
Rodio se u mjestu Morelia, država Michoácan, od oca Luisa i majke Marie. Ima mlađeg brata i dvije mlađe sestre, a jedna od njih je i bivša meksička senatorica.
Obrazovanje i prvotno školovanje započeo je u rodnom mjestu i lokalnim katoličkim školama. Nakon toga odlazi u Mexico City, gdje diplomira pravo na Slobodnoj školi prava (Escuela libre de Derecho), a kasnije dobiva i magisterije iz ekonomije i javne uprave (ovaj drugi završio je na Harvardu.)
Vrlo se rano uključio u politiku, a u ranim dvadesetim bio je i vođa omladinskog pokreta unutar Stranke nacionalne akcije (PAN), jer mu je otac bio jedan od osnivača te stranke.
Unutar stranke upoznao je i suprugu Margaritu, s kojom ima troje djece. Kao predani i praktični rimokatolik ne podržava djela kao što su pobačaj, eutanazija ili homoseksualni brakovi.
On ne smatra politiku podjelom na lijeve i desne nego na "prošlost i budućnost".
Pod prošlošću podrazumijeva nacionalizaciju, eksproprijetarizaciju, plansko gospodarstvo i autoritarnost. Budućnost predstavlja demokratske vrijednosti, te je rekao da mu je cilj odvesti Meksiko u budućnost.
Na čelu stranke bio je od 1996. do 1999. godine. Optuživan je za mnoge finacijske malverzacije, ali optužbe nikad nisu dokazane.
Na vlast se popeo nakon što je prihvatio stranačku nominaciju 4. prosinca 2005. godine.
Predsjedničku kampanju započeo je 1. siječnja 2006. godine.
Njegov glavni politički protivnik je u kampanji bio Antonio Manuel Lopez Obrador, kandidat stranke PRD, koja je provodila negativnu kampanju, i blatila ga u medijima.
Nakon izbora u srpnju 2006., oboje su se proglasili predsjednicima i pobjednicima izbora, iako im je savjetovano da to ne čine.
Izbili su sukobi, a 1. prosinca 2006. Felipe je prisegnuo kao predsjednik.
Prije njegovog inauguracijskog govora, PRD i PAN tj. njihovi poslanici u meksički Kongres potukli su se, neki su vikali, zviždali, i bilo je kaosa.
Felipe i obitelj je uselila u Los Pinos (predsjednička palača), te će tamo ostati do 2012., jer se dužnost predsjednika može obnašati samo jedan put. Njegov prethodnik bio je Vicente Fox, također kandidat stranke PAN, a nasljednik Enrique Peña Nieto iz stranke PRI.